# Elin Rubensson
Elin Ingrid Johanna Rubensson (født 11. maj 1993)er en svensk fodboldspiller, der spiller i Damallsvenskan for Kopparbergs/Göteborg FC. Hun har spillet over 60 landskampe for Sverige og har også spillet for Sveriges U/17, U/19 og U/23 landshold. Hun fik debut for Sveriges A-landshold i oktober 2012.
I maj 2013 begyndte hun at spille som forsvarsspiller med Malmö, hvor hun tidligere havde spillet som angriber. I december 2014 underskrev hun en to-årig kontrakt med Kopparbergs/Göteborg FC.